# فرانك كينغ (سياسي)
فرانك كينغ (بالإنجليزية: Frank King)‏ هو سياسي أسترالي، ولد في 18 سبتمبر 1912، وتوفي في 12 مايو 1981.